# Once, Upon Time
"Once, Upon Time", frequentemente prefixado com "Capítulo 3" ou "Flux", é o terceiro episódio da 13.ª temporada da série de ficção científica britânica Doctor Who. Escrito pelo showrunner e produtor executivo da série Chris Chibnall e dirigido por Azhur Saleem, o episódio foi transmitido originalmente através da BBC One em 14 de novembro de 2021.
O episódio apresenta Jodie Whittaker como a Décima terceira Doutora, Mandip Gill como Yasmin Khan e John Bishop como o novo acompanhante da Doutora, Dan Lewis.

## Enredo
Com a humanidade agora à beira da extinção, os Daleks, Cybermen e Sontarans ocupam a maior parte dos planetas restantes. No Templo de Átropos, a Doutora salta na tempestade do tempo e paralisa Swarm, escondendo Dan, Yaz e Vinder em seus passados.
Dan vivencia seu encontro com seu interesse amoroso, Diane, até que a Doutora aparece como um holograma e o companheiro de Swarm, o Passageiro, sequestra Diane. Yaz conversa com sua parceira policial e tenta ensinar um videogame para sua irmã, mas em vez disso vê a Doutora. Vinder relutantemente revive seu tempo ajudando o ditatorial Grande Serpente e seu rebaixamento a um posto avançado remoto ao revelar os crimes do Serpente, com Yaz como sua superior e a Doutora como um holograma. Vinder faz mensagens de vídeo a bordo do posto avançado.
Bel, um sobrevivente do Fluxo, foge dos Daleks em uma floresta, encontra armas e uma nave Lupari e foge para o setor Cybermen. Bel mata um grupo de embarque e depois confessa suas motivações ao último Cyberman que mata: ela está em busca de seu amante, Vinder. Bel encontra as mensagens de Vinder e conforta seu filho ainda não nascido.
A Doutora salta para seu próprio fluxo temporal e recupera memórias de sua encarnação passada da Doutora Fugitiva e de três outros oficiais da Divisão, incluindo o oficial Lupari, Karvanista, invadindo o Templo para enfrentar Swarm e Azure. Swarm aparece em sua forma original e possui recipientes chamados Passageiros, cada um armazenando centenas de milhares de essências vitais. A Doutora Fugitiva esconde secretamente seis poderosas sacerdotes Mouri dentro deles e os liberta.
De volta ao seu presente, a Doutora encontra as sacerdotes e os encoraja a retornar ao templo, mas as sacerdotes a separam à força de suas memórias passadas para protegê-la dos efeitos da tempestade temporal. Awsok, uma antiga entidade misteriosa, repreende a Doutora, alegando que a missão dela é fútil. Awsok revela que o Fluxo foi criado e colocado deliberadamente e é culpa da Doutora.
A Doutora retorna Yaz, Dan e Vinder ao presente. Azure revela que eles sabiam o que a Doutora faria e a trouxeram para Átropos de propósito. Swarm revela Diane aprisionada em um Passageiro, e a Doutora e Vinder prometem ajudar Dan a recuperá-la antes que Swarm, Azure e o Passageiro deixem o templo. A Doutora usa a TARDIS para devolver Vinder ao seu devastado planeta natal e dá a ele um dispositivo para contatá-la. Depois de decolar, um Weeping Angel salta do telefone de Yaz e captura o console da TARDIS.

## Produção
"Once, Upon Time" foi escrito pelo showrunner e produtor executivo Chris Chibnall. Apresenta Jodie Whittaker como a Décima terceira Doutora, e Mandip Gill como Yasmin Khan, com John Bishop tendo se juntado ao elenco da série como Dan Lewis. O episódio contou com a participação de Craig Parkinson. Jo Martin também retorna como a Doutora Fugitiva; sua aparição não foi anunciada antes da transmissão do episódio. Convidados adicionais para o episódio foram anunciados em 4 de novembro.
Azhur Saleem dirigiu o segundo bloco de produção da 13.ª temporada, que compreendeu o terceiro, quinto e sexto episódios.

## Transmissão e recepção

### Transmissão
"Once, Upon Time" foi ao ar na BBC One em 14 de novembro de 2021. O episódio serve como a terceira parte de uma história de seis partes, intitulada "Flux".

### Audiência
| Críticas profissionais:           | Críticas profissionais: |
| Pontuações agregadas              | Pontuações agregadas    |
| Fonte                             | Avaliação               |
| --------------------------------- | ----------------------- |
| Rotten Tomatoes (Pontuação Média) | 75%                     |
| Rotten Tomatoes (Tomatometer)     | 7,2/10                  |
| Avaliações da crítica             |                         |
| Fonte                             | Avaliação               |
| Radio Times                       | [ 15 ]                  |
| The A.V. Club                     | B                       |
| The Independent                   | [ 17 ]                  |
| The Telegraph                     | [ 18 ]                  |

Durante a noite de exibição, o episódio foi assistido por 3,76 milhões de telespectadores; foi o quarto programa mais assistido do dia, atrás apenas de Strictly Come Dancing, Top Gear e Countryfile. A audiência consolidada contando todas as visualizações em todas as plataformas nos sete dias de transmissão foi de 4,67 milhões. O episódio foi o sexto programa com maior audiência na BBC One na semana, mas em todos os canais, foi o quinto com maior audiência no dia e não conseguiu chegar aos quinze programas mais vistos da semana. O episódio recebeu uma pontuação no Índice de Apreciação do Público de 75.

### Recepção crítica
No Rotten Tomatoes, um site agregador de críticas, seis de oito críticos deram ao episódio uma avaliação positiva, com uma avaliação média de 7,2 em 10. Patrick Mulkern, revisor da Radio Times, afirmou que o episódio foi "um dos mais estonteantes e descaradamente confusos de Doctor Who." Isobel Lewis do The Independent concordou, chamando-o de "bagunça sem sentido", mas disse que houve alguns "momentos de esperança" entre as "tramas desconcertantes". Enquanto isso, Michael Hogan do The Telegraph discordou, acreditando que a "narrativa desorientadora" e "zonza e alucinante" do episódio era o objetivo geral e que estava "repleto de coisas boas para os fãs". Caroline Siede elogiou da mesma forma o episódio escrevendo que "uma das coisas que 'Once, Upon Time' faz de melhor é evocar uma sensação de confusão semelhante a um sonho".